# Festianus, Märtyrer
Festianus, Märtyrer ist ein Hörspiel von Günter Eich, das am 16. Oktober 1958 vom NDR und BR unter der Regie von Gustav Burmester gesendet wurde.

## Titel
Im Paradies eingetroffen, legitimiert sich Festianus bei Laurentius als Hausgenosse des Aristobulus. Zudem behauptet der Ankömmling, er sei von Paulus im Brief an die Römer erwähnt worden.

## Inhalt
Die Hölle in der Mitte des 20. Jahrhunderts: Der Märtyrer Festianus, im Circus Maximus dazumal von Löwen zerfleischt worden, vermisst im Paradies die Eltern und auch noch einen Kumpan, den römischen Schankwirt Salpicius. Er sucht die drei in der benachbarten Hölle. Der Weg dorthin führt durch ein Dornendickicht bis auf eine breite Straße und dann immer abwärts. Am Höllentor wird Festianus  an seinem Heiligenschein vom Teufel Belial als Nichtverdammter erkannt. Während eines Rundgangs macht der Teufel den Besucher aus dem Paradies mit den Neuerungen seit Dante bekannt. Es gibt in der Hölle inzwischen eine wissenschaftliche Abteilung, die „lochkartenmäßig durchorganisiert“ ist. Der Leiter der „Personal- und Meldeabteilung“, ein Studienfreund des „Kommandanten“ der Hölle, hat Theologie studiert. Der Höllenfürst Belial belehrt Festianus, die Neuerungen basierten unter anderen auch auf Unterlagen „aus Konzentrations- und Arbeitslagern“. Auf dem Rundgang trifft Festianus in einer Werkhalle auf seinen Kumpan Salpicius. Der Märtyrer wird enttäuscht. Im Gespräch ergibt sich, Salpicius ist als Hehler, Kuppler und Weinpanscher in die Hölle gekommen. Festianus hat seine Eltern mittlerweile in der Hölle gefunden.
Im Himmel sorgt sich derweil Torhüter Petrus um Festianus und schickt Laurentius „aus dem Licht des Glücks“ hinab „in die Finsternis“. Der Abgesandte soll den Absteiger heraufholen. Festianus schickt Laurentius zu Petrus zurück und lässt ausrichten, er bleibe unten bei Salpicius, den Eltern sowie den übrigen Armen und Kranken.
Belial, den Höllenlärm überschreiend, nimmt den Märtyrer auf: „Laß alle Hoffnung fahren!“ Festianus, der vom Teufel den Höllenzwang erfährt, ist – mit Mühe zwar – noch eines optimistischen Statements fähig: Sie [die Hoffnung] fahre; sei „ein Boot, das uns alle aufnimmt“; alle, den Teufel sogar. Schließlich lösen sich die Hölle wie auch der Himmel auf, denn gerichtet wird nur einmal und dies auf alle Ewigkeit. 
Festianus, der bereits gerichtet und für den Himmel bestimmt wurde, kann nicht in der Hölle bleiben. Entweder ist ein Mensch für den Himmel oder für die Hölle bestimmt. Wenn Festianus in der Hölle bleibt, obwohl er für den Himmel gerichtet wurde, wird die ganze Struktur untermauert.     
Auf ewig gerichtet sein, ist nicht mehr und erlöst alle aus der Hölle und gibt ihnen so Hoffnung, sogar dem Teufel, denn auch er ist nun nicht mehr an die Hölle gebunden. (dieser Abschnitt wurde im Gymnasium von einem Philosophie und Germanistik Absolventen besprochen.)

## Zitat
Laurentius zu Petrus: „Unsere Sünden sind Maulwürfe.“

## Produktionen
- 16. Oktober 1958, NDR und BR. Regie: Gustav Burmester, Musik: Bernd Alois Zimmermann. Joachim Teege sprach den Festianus, Adalbert Kriwat und Eva Fiebig dessen Eltern, Richard Münch den Laurentius, Hermann Schomberg den Petrus, Hanns Ernst Jäger den Belial und Joseph Offenbach den Salpicius.[7]

## Rezeption
- Wagner[8] nennt etliche Besprechungen aus der Tagespresse, darunter „Sanfter Aufstand gegen die Selbstzufriedenheit“ („Düsseldorfer Nachrichten“ vom 20. Oktober 1958), „Ein theologischer Günter Eich“ (Paul Hubrich in den „Ruhr Nachrichten“ vom 22. Oktober 1958), „Man muß nachfragen“ (Vilma Sturm in der FAZ vom 23. Oktober 1958), „Ein Heiliger in der Hölle“ („Die Zeit“ vom 24. Oktober 1958), „Der gute Mensch, der nur mit Bösen umging“ („Christ und Welt“ vom 18. Dezember 1958), „Günter Eich und James Joyce“ („Stuttgarter Zeitung“ vom 6. März 1959) sowie „Antike und moderne Odysseen“ (Hans Georg Bonte in „Christ und Welt“ vom 9. April 1959).
- Schwitzke gibt den Inhalt an und kehrt einen Günter Eich hervor, der am theologischen Fundament rütteln möchte: „… die alte Heilshierarchie muß zerschlagen werden“[9] und die Erwählten hätten mit ihrer Erhebung aus der Menge die Armen beraubt[10].

Neuere Äußerungen
- Oppermann[11] weist auf eine Ironie hin; gemeint ist das Bibelwort von den zwei Wegen[12], das vom Verfasser ein klein wenig verbogen werde. Bei Günter Eich verbindet eine breite Straße Himmel und Hölle.[13]
- Der Neuankömmling Festianus finde im Paradiese „selbstzufriedene Erlöste“[14] vor. In dieser „Schöpfungskritik“ stelle Günter Eich die Gerechtigkeit Gottes als Willkür hin.[15]
- In Barners Literaturgeschichte wird auf die finale Hoffnung des Festianus in der Hölle eingegangen. Auch nach seinem Tode suche der Märtyrer die Nähe der Beladenen und Gequälten.[16]
- Norbert Wieners Buch „Mensch und Menschmaschine“ werde in dem Stück kritisiert.[17] Martin gibt für die am Schluss des Textes ausgesprochene Hoffnung sowohl eine optimistische als auch eine pessimistische Auslegung an.[18]

### Ausgaben
Günter Eich: Fünfzehn Hörspiele. (Geh nicht nach El Kuwehd! Träume. Sabeth. Die Andere und ich. Blick auf Venedig. Der Tiger Jussuf. Meine sieben jungen Freunde. Die Mädchen aus Viterbo. Das Jahr Lazertis. Zinngeschrei. Die Stunde des Huflattichs. Die Brandung vor Setúbal. Allah hat hundert Namen. Festianus, Märtyrer. Man bittet zu läuten) Suhrkamp, Frankfurt am Main 1966 (Reihe: Die Bücher der Neunzehn, Bd. 136), 598 Seiten

### Verwendete Ausgabe
- Günter Eich: Festianus, Märtyrer (1958). S. 451–491 in: Karl Karst (Hrsg.): Günter Eich. Die Hörspiele 2. in: Gesammelte Werke in vier Bänden. Revidierte Ausgabe. Band III. Suhrkamp, Frankfurt am Main 1991, ohne ISBN

### Sekundärliteratur
- Norbert Wiener: Mensch und Menschmaschine. Kybernetik und Gesellschaft. 212 Seiten. Übersetzerin: Gertrud Walther. Alfred Metzner Verlag, Frankfurt am Main 1952
- Heinz Schwitzke (Hrsg.): Reclams Hörspielführer. Unter Mitarbeit von Franz Hiesel, Werner Klippert, Jürgen Tomm. Reclam, Stuttgart 1969, ohne ISBN, 671 Seiten
- Michael Oppermann: Innere und äußere Wirklichkeit im Hörspielwerk Günter Eichs. Diss. Universität Hamburg 1989, Verlag Reinhard Fischer, München 1990, ISBN 3-88927-070-0
- Sabine Alber: Der Ort im freien Fall. Günter Eichs Maulwürfe im Kontext des Gesamtwerkes. Diss. Technische Universität Berlin 1992. Verlag Peter Lang, Frankfurt am Main 1992 (Europäische Hochschulschriften. Reihe I, Deutsche Sprache und Literatur, Bd. 1329), ISBN 3-631-45070-2
- Wilfried Barner (Hrsg.): Geschichte der deutschen Literatur. Band 12: Geschichte der deutschen Literatur von 1945 bis zur Gegenwart. C. H. Beck, München 1994, ISBN 3-406-38660-1
- Sigurd Martin: Die Auren des Wort-Bildes. Günter Eichs Maulwurf-Poetik und die Theorie des versehenden Lesens. Diss. Universität Frankfurt am Main 1994. Röhrig Universitätsverlag, St. Ingbert 1995 (Mannheimer Studien zur Literatur- und Kulturwissenschaft, Bd. 3), ISBN 3-86110-057-6
- Hans-Ulrich Wagner: Günter Eich und der Rundfunk. Essay und Dokumentation. Verlag für Berlin-Brandenburg, Potsdam 1999, ISBN 3-932981-46-4 (Veröffentlichungen des Deutschen Rundfunkarchivs; Bd. 27)